# Vasile Usturoi
Vasile Usturoi est un boxeur belge né le 3 avril 1997 à Bucarest en Roumanie. Il est connu pour avoir remporté le titre de champion d'Europe amateur dans la catégorie des poids plumes lors des championnats d'Erevan de 2022.

## Biographie
En 2019, Vasile Usturoi est éliminé en huitièmes de finale des Jeux Européens à Minsk par le Britannique Peter McGrail.
En 2022, il remporte le tournoi des poids plumes des championnats d'Europe de boxe amateur 2022 en dominant à la décision partagée (3 juges à 2) l’Arménien Artur Bazeyan. Il est le premier boxeur belge à remporter le titre européen amateur depuis Marcel Limage en 1951,.
Il remporte la médaille de bronze dans la catégorie des poids plumes aux Jeux européens de 2023 à Nowy Targ.